# The Legend of Marilyn Monroe
The Legend of Marilyn Monroe (The Marilyn Monroe Story no Reino Unido) é um documentário americano para televisão de 1966 que conta a vida e carreira da atriz Marilyn Monroe. Dirigido por Terry Sanders, foi narrado por John Huston
Foi o primeiro documentário feito após a morte da atriz de forma aprofundada, com depoimentos de várias personalidades e pessoas que a conheceram durante sua vida. A análise inicial feita por Sanders, questiona não apenas a vida da grande estrela, mas como é precária a condição de celebridade.

## Aparições
James Dougherty, Jerry Giesler, Milton H. Greene, Tom Kelley, Robert Mitchum, Lee Strasberg, Paula Strasberg e Shelley Winters aparecem representando a si mesmos.
Theodore Curphey, Tony Curtis, Joe DiMaggio, John F. Kennedy, Peter Lawford, Groucho Marx, Arthur Miller, Laurence Olivier, rainha Elizabeth 2.ª, Jane Russell e Billy Wilder aparecem em filmes de arquivo.